# Columna (tipografía)

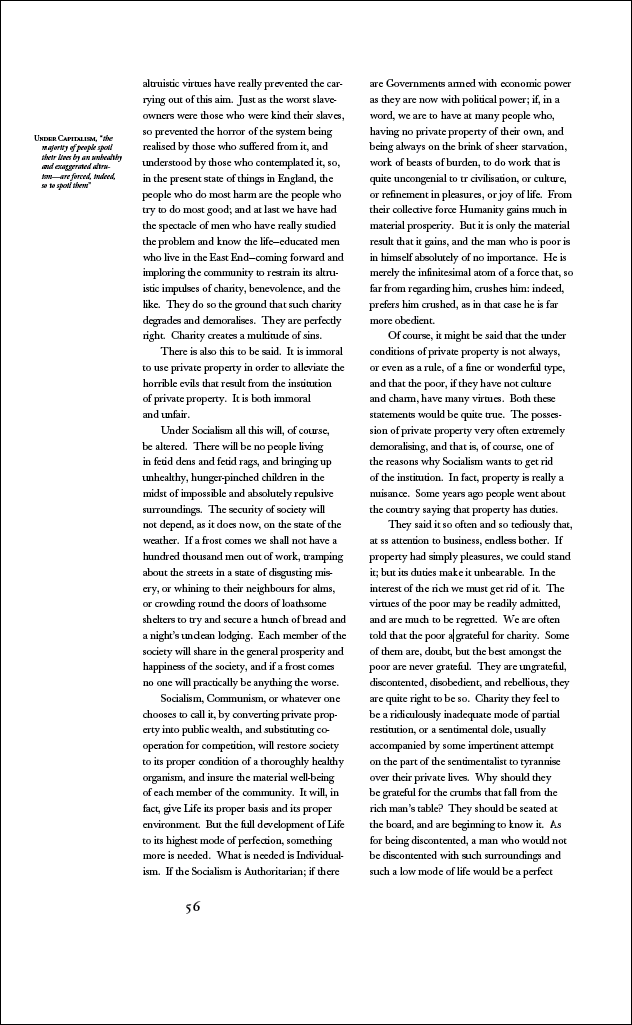
Un ejemplo de disposición en dos columnas (folio doble) con etiqueta.

En tipografía, una columna es uno o más bloques verticales de contenidos posicionados en una página, separados por medianiles (márgenes, espacios en blanco verticales) o corondeles (delgadas líneas divisorias, en este caso verticales). El uso más común de las columnas es para romper los grandes cuerpos de texto que no caben en un solo bloque de texto en una página. Adicionalmente, las columnas se utilizan para mejorar la composición y la legibilidad de la página. Los diarios usan con frecuencia diseños complejos de muchas columnas hasta fragmentar diferentes artículos y cuerpos más largos de textos dentro de un artículo. De un modo más general, la columna también puede referirse a las delineaciones verticales creadas por un sistema de retícula tipográfica que pueden ser posicionados el tipo y la imagen. En maquetación, se conocen como márgenes al espacio en blanco en el exterior de la página (limitando la primera y última columna); el vacío entre dos páginas enfrentadas también es considerado como un medianil, puesto que hay columnas en ambos lados. (A los márgenes interiores o de lomo puede llamárseles también «medianiles», pero los márgenes exteriores o de corte y los de cabecera y pie no son medianiles.)

## Estilo tipográfico
Tradicionalmente, los tipógrafos llamaban medida al ancho de columna. Para obtener una mejor legibilidad, los manuales de tipografía sugieren que las columnas deben ser lo suficientemente anchas como para contener aproximadamente 60 caracteres por línea. Una fórmula sugiere multiplicar el tamaño en puntos de la fuente por 2 para alcanzar el ancho de una columna que debe estar en picas, lo cual resulta en un ancho de columna de 24 cuadratines. Estas pautas generalmente favorecen múltiples columnas estrechas frente a una columna ancha única. Históricamente, los libros que contienen predominantemente texto suelen tener alrededor de 40 líneas por columna. Sin embargo, esta regla no se aplica a textos complejos que contienen varias imágenes o ilustraciones, notas al pie, comentarios, encabezados, folios y etiquetas.
El contraste de columna se refiere al color general o luminosidad de gris establecida por columna, y puede ajustarse de diversas maneras. Una es ajustar la relación entre la anchura y la altura de la columna. Otra manera es mediante ajustes a la familia tipográfica, escogiendo una fuente concreta, valor, estilo, medida e interlineado. El contraste de columna puede utilizarse para establecer jerarquía, para balancear la composición de página, y para activar visualmente áreas de la página.

## Diseño web
En diseño web, las columnas se utilizan a menudo para separar el contenido primario del secundario y terciario. Por ejemplo, una disposición común de dos columnas puede incluir una columna izquierda con enlaces de navegación y una columna derecha para texto de cuerpo. Un método para crear columnas para la web es para colocar texto dentro de un elemento de tabla HTML, a menudo con el borde puesto a cero. Aun así, para algunos este método está considerado obsoleto. Otro método incluye el uso de CSS para flotar o posicionar el texto correspondiente. Estos métodos no eran tan sencillos como el uso de tablas HTML, lo que hizo que un diseño de tres columnas sin tablas fuera una especie de santo grial una vez que estas técnicas fueron descubiertas a principios de los años 2000. Los niveles más recientes de CSS han abordado los comportamientos de columna, y el soporte de navegador de la web para estos comportamientos continúa mejorando.